# Jorge Herrera (ator)
Jorge Herrera (Cáli, 30 de novembro de 1948 é um ator colombiano. Em 2006, ficou extremamente conhecido por interpretar Domingo em En los tacones de Eva.

## Filmografia

### Televisão
- 2014 - Contra las cuerdas ....Aguilar
- 2014 - Dr. Mata ....Perucho
- 2013 - La selección ....Entrenador
- 2011 - Los Canarios....Pai de Flor
- 2011 - Confidencial ....Parmenio
- 2009 - Las muñecas de la mafia ....Israel
- 2009 - Gabriela, giros del destino ....Abelardo
- 2009 - Verano en Venecia ....Padre René Cabrera
- 2008 - La sucursal del cielo ....Checho Lizcano
- 2006 - En los tacones de Eva ....Domingo
- 2005 - Por amor a Gloria ....General Mantilla
- 2004 - La saga, negocio de familia ....José María Manosalva
- 2004 - Luna, la heredera ....Manuel
- 2002 - Humo en tus ojos ....
- 2001 - El inútil ....Gerardo Ruiz
- 1999 - Alejo, la búsqueda del amor
- 1999 - Yo soy Betty, la fea ....Hermes Pinzón Galarza
- 1998 - El amor es más fuerte ....Germán
- 1998 - Escalona ....Don Fidel
- 1995 - El último beso
- 1989 - Amar y vivir ....Humberto

### Cinema
- 2011 - Todos tus muertos ....Alcalde
- 2005 - 90 millas ....David
- 2005 - 2600 metros ....
- 2004 - Perder es cuestión de método ....Leproso
- 2002 - Te busco ....
- 1993 - La estrategia del caracol ....Car washer